# Championnat du monde féminin de volley-ball des moins de 20 ans 1999
Navigation
Pologne 1997 Rép. dominicaine 2001
Le Championnat du monde féminin de volley-ball des moins de 20 ans a été organisé au Canada et s'est déroulé du 28 août au 5 septembre 1999.

## Distinctions
- Meilleure joueuse (MVP) : Érika Coimbra  Brésil
- Meilleure marqueuse : Ekaterina Gamova  Russie
- Meilleure attaquante : Valeria Pouchnenkova  Russie
- Meilleure contreuse : Sherisa Livingston  États-Unis
- Meilleure serveuse : Barbara Novakova  République tchèque
- Meilleure passeuse : Nina Song  Chine
- Meilleure défenseur : Sun-Ja Son  Corée du Sud
- Meilleure receveuse : Eun-Young An  Corée du Sud

## Classement final
| Place              | Équipe             |
| ------------------ | ------------------ |
| Médaille d'or      | Russie             |
| Médaille d'argent  | Brésil             |
| Médaille de bronze | Corée du Sud       |
| 4                  | Chine              |
| 5                  | Pologne            |
| 6                  | Japon              |
| 7                  | République tchèque |
| 8                  | États-Unis         |
| 9                  | Canada             |
| 9                  | Mexique            |
| 9                  | Italie             |
| 9                  | RF Yougoslavie     |
| 13                 | Turquie            |
| 13                 | Nigeria            |
| 13                 | Venezuela          |
| 13                 | Argentine          |